# Tamri

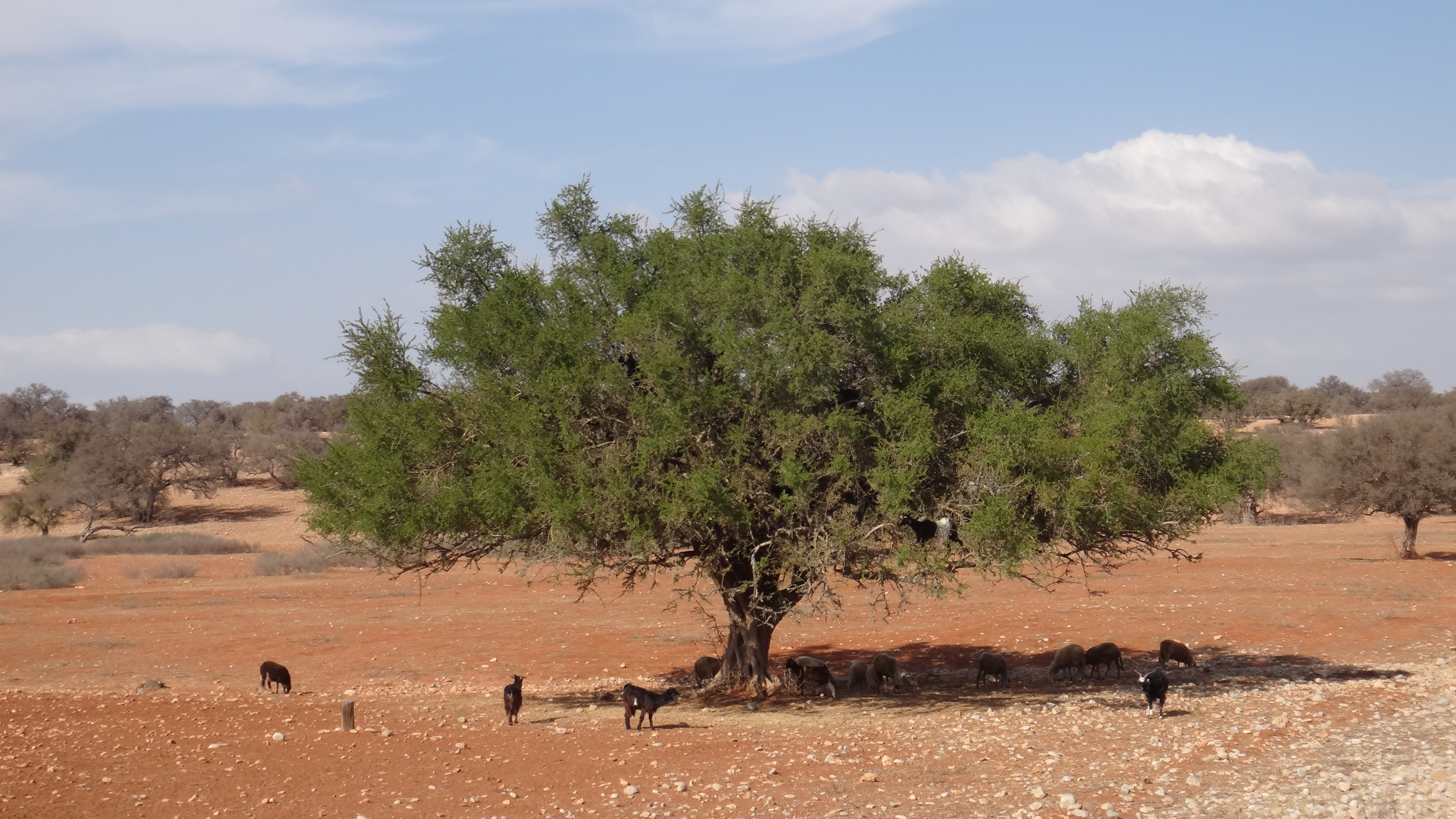
Arganbäume bei Tamri

Tamri (arabisch التامري, DMG at-Tāmirī; Zentralatlas-Tamazight ⵜⴰⵎⵔⵉ) ist ein Ort mit etwa 4.000 Einwohnern und eine Landgemeinde (commune rurale) mit insgesamt etwa 20.000 Einwohnern in der Präfektur Agadir-Ida ou Tanane im Großraum von Agadir im Südwesten des Königreichs Marokko.

## Lage und Klima
Die Gemeinde Tamri liegt am zumeist ausgetrockneten Flüsschen Asif N'Srou im Westen des Antiatlas-Gebirges etwa 60 km (Fahrtstrecke) nördlich von Agadir in einer Höhe von ca. 30 m. Ein Teil der Gemeinde liegt am Meer nördlich von Taghazout. Das vom nahen Atlantik mitbeeinflusste Klima ist meist trocken und warm; Regen (ca. 275 mm/Jahr) fällt nahezu ausschließlich in den Wintermonaten.

## Bevölkerung
| Jahr      | 1994   | 2004   | 2014   | 2024   |
| Einwohner | 16.063 | 17.442 | 18.577 | 17.790 |

Der deutliche Bevölkerungsanstieg im ausgehenden 20. und beginnenden 21. Jahrhundert ist im Wesentlichen auf die Zuwanderung von Berberfamilien aus den umliegenden Bergregionen des Antiatlas zurückzuführen.

## Wirtschaft
Grundlage der Wirtschaft ist seit dem Ende des 20. Jahrhunderts der Bade- und Surftourismus. Weitere Lebens- und Erwerbsgrundlagen sind der Fischfang und die Herstellung bzw. der Verkauf von Arganöl. Darüber hinaus gibt es eine Bananenplantage am Fluss.

## Geschichte
Tamri war bis weit ins 20. Jahrhundert hinein nur ein kleines Fischerdorf mit etwa 4000 Einwohnern; den Status einer Landgemeinde erhielt es erst im Jahr 1963. Viele in den Bergregionen des Antiatlas ansässige Berber mussten ihre Heimatdörfer jedoch wegen der zunehmenden Trockenheit infolge der fortschreitenden globalen Erwärmung verlassen und siedelten sich im noch über ausreichend Wasser verfügenden Großraum von Agadir an.

## Sehenswürdigkeiten
Die Gemeinde verfügt über keinerlei historisch oder kulturell bedeutsame Sehenswürdigkeiten.